# Æresgjesten
Æresgjesten är en norsk svartvit stumfilm (drama) från 1919. Filmen regisserades av Peter Lykke-Seest som också skrev filmens manus. Den producerades och distribuerades av bolaget Christiania Film Co. och fotades av Carl-Axel Söderström.
Filmen hade premiär den 5 april 1919 i Norge och den 5 januari 1920 i Finland på Suomen Biografi.

## Handling
Klara James är änka och har sonen Robert. Edvard är hans bästa vän och kapten Frank är en god vän till dem. Generalkonsulen ser helst att James gifter sig med en greve, som visar sig vara en spion.

## Rollista
- Arthur Barking – Frank
- Helen Storm – Klara James
- Oscar Amundsen – "greven", en spion
- Hans Hedemark
- Esben Lykke-Seest – Edvard